# Costume en Mésoamérique

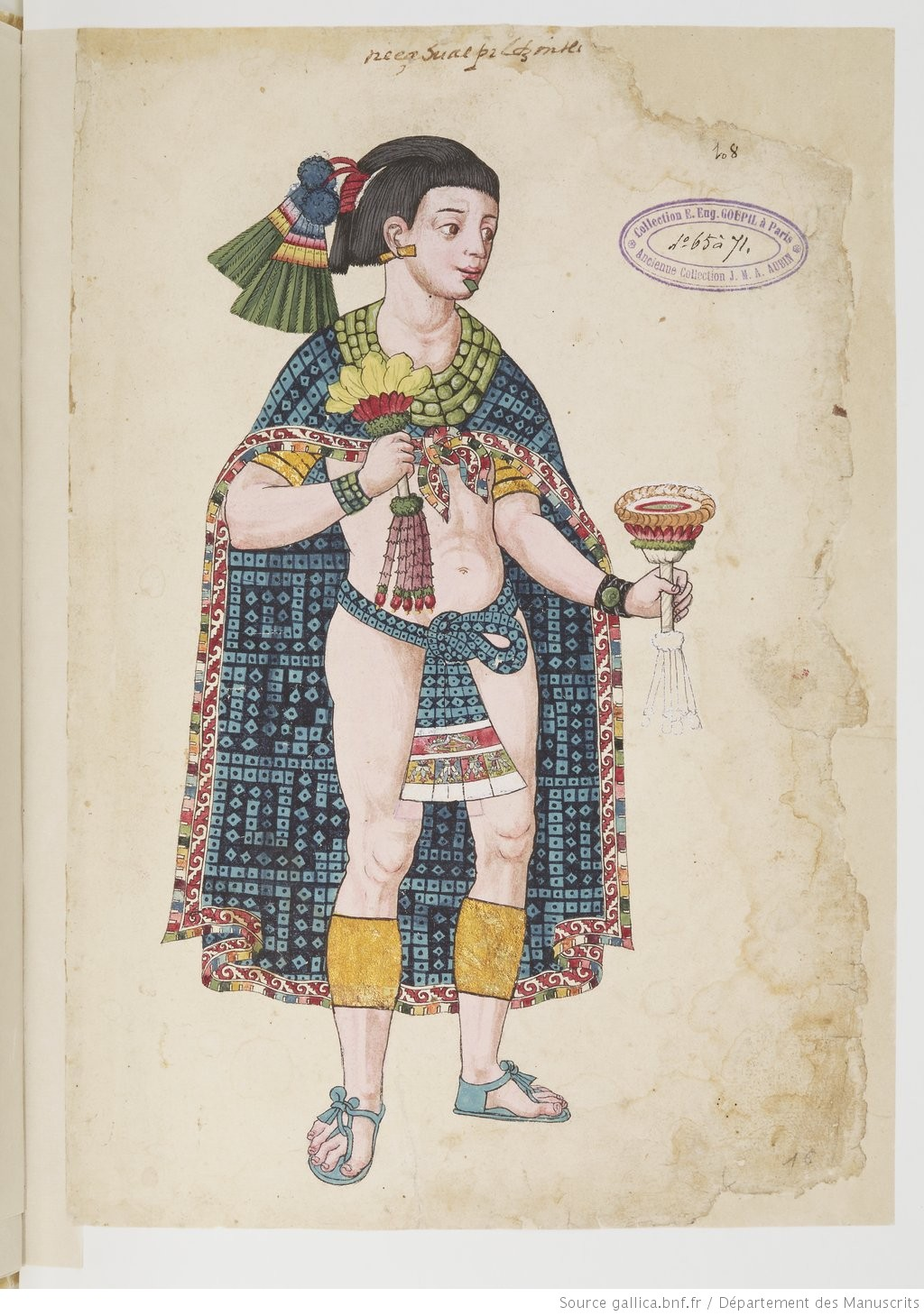
Tenue d'un dirigeant de Texcoco, Nezahualpilli, selon le codex Ixtlilxochitl (XVIIe siècle).

Le port d'une tenue vestimentaire était d'usage courant en Mésoamérique.
Au XVIe siècle, époque la mieux documentée, surtout à partir des premiers témoignages extérieurs liés à la colonisation espagnole des Amériques, quasiment tous les hommes mésoaméricains portaient un pagne (appelé « maxtlatl » par les Nahuas et « ex » par les Mayas), sauf peut-être les Huaxtèques.
Ils utilisaient aussi généralement un grand tissu qu'ils portaient le plus souvent noué à l'épaule en guise de manteau, mais qui pouvait servir également de cape, noué autour du cou, de tablier, noué autour du torse, ou encore de sac de transport, noué en balluchon. Les Nahuas l'appelaient tilmatli.
Les tissus utilisés pour le « maxtlatl » et la « tilmatli » pouvaient être ornés de motifs géométriques figuratifs ou symboliques. La nature et la qualité du tissu et de ses ornements manifestaient l'appartenance à une fonction ou un groupe social. Il était d'usage d'assortir le tissu de ces vêtements.

#### Sources secondaires
- Claude Stresser-Péan, Des vêtements et des hommes : Une perspective historique du vêtement indigène au Mexique, Paris, Riveneuve éditions, 2011, 367 p. (ISBN 978-2-36013-036-8)
- (es) Wilfrido Du Solier, Indumentaria antigua mexicana, Ediciones Mexicanas, 1950, 110 p. (OCLC 5639762).
- (en) Patricia Anawalt, Indian clothing before Cortés : Mesoamerican costumes from the codices, Norman, University of Oklahoma Press, 1981, 232 p. (ISBN 978-0-8061-1650-1, OCLC 7272788).
- (es) Linda Asturias de Barrios et Dina Fernández García, La Indumentaria y el tejido mayas a través del tiempo, Museo Ixchel del Traje Indígena de Guatemala, 1992, 169 p. (OCLC 31666522).
- (es) Óscar Salinas Flores, Tecnología y diseño en el México prehispánico, UNAM, 1995, 223 p. (ISBN 968-36-4730-8), chap. V (« La indumentaria »).
- (en) Margot Schevill, Janet Catherine Berlo et Edward Bridgman Dwyer, Textile traditions of Mesoamerica and the Andes : an anthology, Austin, University of Texas Press, 1996, 503 p. (ISBN 0-292-77714-0).

#### Sources primaires
- (es) Bernardino de Sahagún, Historia General de las Cosas de Nueva España, Cambridge University Press, 2011, 1204 p., 3 volumes (ISBN 978-1-108-02586-7 et 1-108-02586-2)Voir en particulier dans le volume 2, livre VIII, chapitre VIII « De los atavios de los señores » et chapitre IX, « De los aderezos que los señores usan en sus areitos ».
  - Traduction française de 1880, libre de droits et consultable en ligne sur Gallica : livre VIII, chapitres VIII et IX.